# Afonso d'Escragnolle Taunay
Afonso d'Escragnolle Taunay (Nossa Senhora do Desterro (actual Florianópolis), 11 de julio de 1876 — São Paulo, 20 de marzo de 1958) fue un biógrafo, historiador, ensayista, lexicógrafo, novelista y profesor brasileño.

## Biografía
Afonso Taunay nació en el Palacio Sede del Gobierno, conocido como «Palacio Rosado», en virtud del color utilizado en la parte externa de la casa, en la antigua ciudad de Nuestra Señora del Destierro, actual Florianópolis. Era hijo del entonces presidente de la provincia de Santa Catarina, Alfredo d'Escragnolle Taunay, y de Cristina Teixeira Leche, vizconde y vizcondesa de Taunay. Era nieto por el lado materno del barón de Vassouras, bisnieto del barón de Itambé y sobrino bisnieto del barón de Aiuruoca. Por el lado paterno era sobrino nieto del barón d'Escragnolle, bisnieto del conde d'Escragnolle, nieto del pintor y profesor de la Academia Imperial de Bellas Artes, Félix Emílio Taunay y bisnieto de otro conocido pintor Nicolas Antoine Taunay.
Se formó en Ingeniería Civil por la Escuela Politécnica de Río de Janeiro, en el año de 1900. Actuó como profesor en la Escuela Politécnica de São Paulo en el período de 1904 a 1910. Fue director del Museo Paulista (conocido como Museo do Ipiranga), entre 1917 y 1939. Reorganizó a Biblioteca y el Archivo del Ministerio de las Relaciones Exteriores en 1930. De 1934 a 1937, actuó como profesor en la Facultad de Filosofía, Ciencias y Letras, de la Universidad de São Paulo.
Su actuación en el Instituto Histórico y Geográfico Brasileño, en el Instituto Histórico y Geográfico de São Paulo, en la Academia Paulista de Letras, en la Academia Portuguesa de Historia y como correspondiente de Institutos Históricos estatales, posibilitó a Afonso Taunay gran dedicación a los estudios historiográficos, especialmente al bandeirismo paulista, al período colonial brasileño y a la literatura, ciencia y arte del su país. Tuvo importancia también como lexicógrafo especializándose sobre todo en la terminología científica. Escribió también diversos estudios de genealogía.
Se casó con Sahra de Souza Queiroz (Sara de Souza d'Escragnolle Taunay después el casamiento), con la cual tuvo cuatro hijos: Ana Queiroz Taunay, Paulo Taunay, Augusto de Escragnolle Taunay y Clarisse Taunay.

## Obras
- Ao entardecer: contos vários (1901)
- Leonor de Ávila, romance brasileño publicado en 1ª edición con el título de "Crônica del tiempo de los Filipes";
- Ensaios de bibliografia (2ª parte: lengua extranjera);
- Nicolau A. Taunay (documentos sobre sua vida y su obra);
- São Paulo nos primeiros anos (1920);
- São Paulo no século XVI (1921, reeditado conjuntamente con la obra de la editora Paz e Terra, 2004)
- Pedro Taques e seu tempo, (1923);
- A vida gloriosa e trágica de Bartolomeu de Gusmão, biografía;
- Obras diversas de Bartolomeu de Gusmão;
- A missão artística de 1816 (Ed. original: reeditado pela Editora Universidade de Brasília, 1983);
- Non ducor, duco: notícias de São Paulo (1565-1820), (1924)
- Escritores coloniais (1925);
- História geral das bandeiras paulistas, 11 vols. (1924-1950);
- História seiscentista da vila de São Paulo, 4 vols. (1926-1929);
- História antiga da abbadia de São Paulo: escrita a vista de la gran cantidad de documentación reservada (1598-1772), (1927)
- História do café no Brasil, 11 vols. (1929-1941);
- Pequena história do café no Brasil (1727-1937), (1945), resumen de obra en 11 volúmenes encima;
- Zoologia fantástica do Brasil (séculos XVI e XVII)[3]
- Rio de Janeiro de antanho: impressões de viajantes estrangeiros (1942);
- Lexicografía: Léxico de termos técnicos y científicos;
- A terminologia científica e os grandes dicionários portugueses.